# Федюнин, Андрей Егорович
Андрей Егорович Федюнин (1 октября 1899, с. 4-я Фоновка, Ивановская волость, Липецкий уезд, Тамбовская губерния — 21.08.1941 Северный фронт)— советский военачальник, генерал-майор (4 июня 1940), участник Гражданской, Советско-финляндской и Великой Отечественной войн.

## Биография
С января 1919 года служил в Рабоче-крестьянской Красной армии.
В 1920 году окончил дивизионную школу 7-й стрелковой дивизии, в 1927 — Северо-Кавказскую военно- политическую школу им. К. Е. Ворошилова в городе Новочеркасск, в 1931 — курсы «Выстрел».
В Гражданскую войну воевал на Южном и Юго-Западном фронтах.
В сентябре 1927 года был назначен в 1-й отдельный пулеметный батальон Московского военного округа (при курсах «Выстрел»), затем с 1932 года — в составе Ленинградского военного округа. Во время Советско-финской войны участвовал в битве за Тайпале, за что был награжден Орденом Красного Знамени.
С июля 1940 года был назначен командиром 70-й стрелковой дивизии Ленинградского военного округа. В июле 1941 года её части в составе 16-го стрелкового корпуса вели бои с частями 56-го немецкого танкового корпуса генерала Э. Манштейна. В начале августа части дивизии вели успешные бои в районе села Медведь. 21 августа 1941 года Федюнин был смертельно ранен.
Похоронен на Казачьем кладбище Александро-Невской лавры Санкт-Петербурга.

Могила Федюнина на Казачьем кладбище Александро-Невской лавры Санкт-Петербурга.

## Награды
- 2 Ордена Красного Знамени
- Орден Красной Звезды
- Медаль «XX лет Рабоче-Крестьянской Красной Армии» (22.02.1938).